# Fritz Wurlitzer
Pour les articles homonymes, voir Wurlitzer (homonymie).

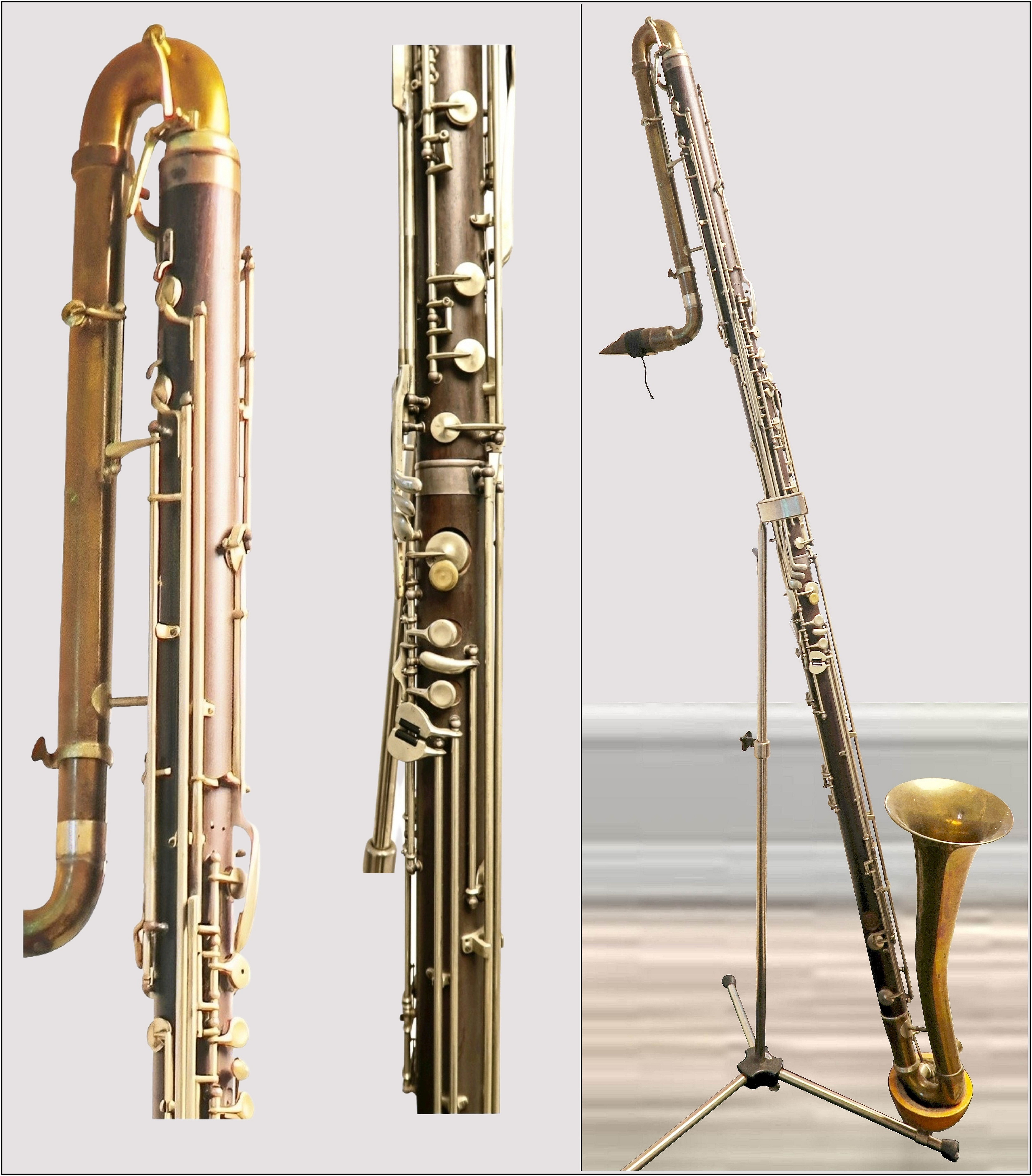
Clarinette contrebasse de Fritz Wurlitzer

Fritz Wurlitzer (né le 21 décembre 1888 à Erlbach, décédé le 9 avril 1984 à Erlbach) était un facteur de clarinettes allemand, établi à Erlbach dans le Vogtland en Saxe. Ses réalisations particulières sont le développement de la clarinette système Boehm réformé ainsi que des améliorations importantes de la clarinette Schmidt-Kolbe et de la clarinette basse allemande.

## Biographie
Fritz Wurlitzer était issu d'une famille active dans la facture d'instruments de musique depuis plusieurs générations. Son père Paul Oskar Wurlitzer (1868-1940) fabriquait des clarinettes et autres instruments à vent de la famille des bois dans son atelier d'Erlbach. Parallèlement, Fritz Wurlitzer, après des années d'apprentissage et d'itinérance, ouvrit en 1929, toujours à Erlbach, son propre atelier de fabrication de divers instruments à vent en bois. À partir de 1935, après avoir emménagé dans de nouveaux locaux, il s'est concentré avec succès sur la fabrication de clarinettes, employant jusqu'à dix personnes. Un catalogue publié en 1956 présente une vaste gamme de clarinettes de différents systèmes.
En raison de son importance internationale, Wurlitzer a échappé à l'intégration forcée de son entreprise dans une coopérative d'instruments de musique d'État, dans laquelle le niveau de qualité précédent n'aurait pas pu être maintenu. Comme les rares autres travailleurs indépendants de la République démocratique allemande, il était cependant soumis à une imposition exorbitante.
À partir du début des années 1970, le nombre de ses compagnons a progressivement diminué jusqu'à ce que le dernier collaborateur se mette à son compte en 1976. Mais même alors, il continua à travailler occasionnellement dans son atelier jusqu'à l'âge de 90 ans.

## Réalisations
Le développement le plus important de Fritz Wurlitzer est l'amélioration de la clarinette basse allemande, qui se distinguait avant tout par une intonation précise et une projection sonore, et qui était jouée dans de nombreux orchestres. Une de ses clarinettes basse en la (très rares) est exposée à l'Institut d'État de recherche musicale à Berlin. Dans les années 1970, il a également développé une clarinette contrebasse, dont seul un prototype a été construit et qui se trouve aujourd'hui dans un musée[réf. nécessaire].
La fabrication pendant de nombreuses années de la clarinette Schmidt-Kolbe est considérée comme une de ses autres réalisations emblématiques, après que le clarinettiste de Mannheim et inventeur de cet instrument Ernst Schmidt (env. 1871-1954) se soit brouillé avec son fabricant de clarinettes Louis Kolbe, à Altenbourg, au milieu des années 1930. Schmidt et Wurlitzer retravaillèrent l'instrument avant que Wurlitzer ne commence en 1937 la fabrication de ce type de clarinette, qui prit malheureusement fin elle aussi avec la fin de son activité professionnelle, bien que cette variante du système allemand soit à plusieurs égards supérieure à la clarinette système Oehler et ait été jouée par des solistes de renom,. Aujourd'hui, on ne peut plus acheter ce système de clétage que d'occasion.
Fritz Wurlitzer a acquis une renommée internationale grâce au développement de la clarinette système Böehm réformé. Il s'est inspiré des travaux de Schmidt qui, en tant que clarinettiste, était passé au système Boehm dès 1895. Ce dernier avait apporté des modifications à la clarinette Boehm selon des principes scientifiques et mathématiques, ce qui avait conduit à un instrument révisé qui se distinguait extérieurement par des rouleaux entre les deux clés supérieures pour le petit doigt droit, mais surtout par une perce modifiée avec un caractère sonore différent, et qu'il avait appelé "clarinette Boehm réformé". Cet instrument ne fut toutefois commercialisé qu'après que Fritz Wurlitzer eut poursuivi les travaux de Schmidt dans la seconde moitié des années 1940 et modifié une clarinette Boehm, tout en conservant le système de doigté, de manière que sa sonorité corresponde largement à celle de la clarinette historique et donc aussi à celle de la clarinette Oehler. En 1949, il put remettre à un clarinettiste de l'orchestre royal du Concertgebouw à Amsterdam la première clarinette ainsi fabriquée, pour laquelle il conserva le nom de "clarinette Boehm réformé".

« La majorité de ces instruments ont été construits avec une perce très large (15,2 mm), peut-être la plus large jamais utilisée sur des instruments de style allemand. »

— Nicholas Shackleton 

## Succession
Son fils Herbert Wurlitzer (1921-1989) s'est enfui en 1959 avec sa famille en République fédérale d'Allemagne, où il a créé une manufacture pour la fabrication de clarinettes du système Oehler et du système Reform-Böhm, grâce à laquelle il a acquis au fil des années une certaine renommée par la qualité de ses instruments et est devenu le leader du marché en Allemagne, et s'est également fait connaître dans d'autres pays avec ses clarinettes Reform-Böhm. L'entreprise, qui depuis le décès de Ruth, l'épouse de Herbert Wurlitzer  en 2014, est dirigée par son fils Frank-Ulrich et son gendre Bernd Wurlitzer, a établi après le mouvement Die Wende en 1992 une succursale à Markneukirchen avec un deuxième site de production, dans lequel l'ancien atelier de Fritz Wurlitzer a également été intégré.